# 首

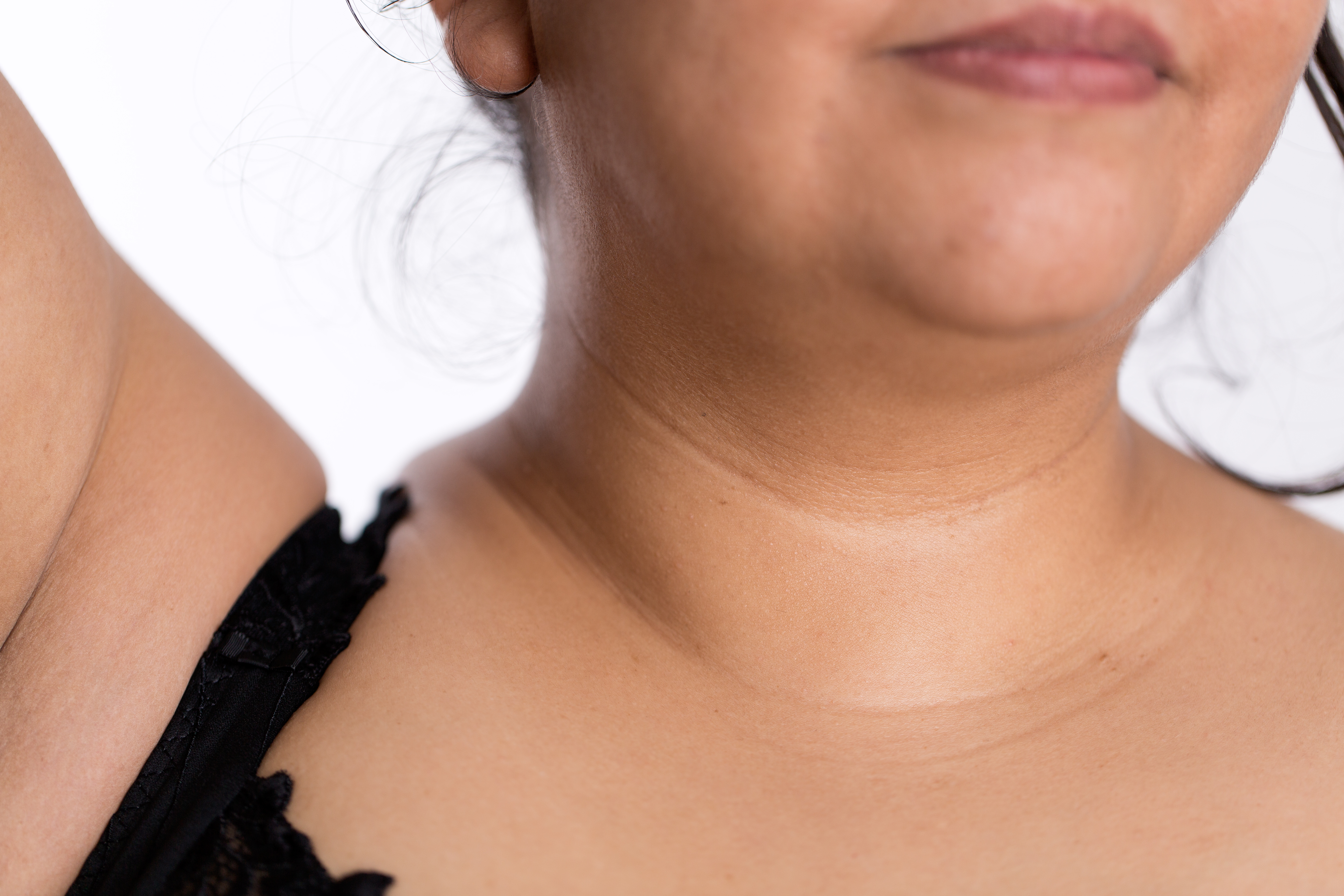
余分な脂肪が原因で首のしわ（ラテン語：monillas）または「月の輪」が現れる。

くび（首、頸, neck）とは頸部（けいぶ）、すなわち、人体において頭（頭部）と胴体をつなぐ部位である。
日本語ではまた、頭部そのものを指す場合もある。

## 用字、語釈
「首位」「首領」「党首」「船首」などというように、本来の漢語における「首」という字はもっぱら、“トップ”、“かしら”、またそれらの原義としての“あたま”、“頭部”を意味する。
これに対して“頸部”を意味する本来の漢字は「頸」であり、「頸部」「頸動脈」「長頸竜」などのように熟語にも用いられる。
ところが日本語では、“頸部”・“頭部”の双方を「くび」と呼ぶ。
もともと日本語「くび」は“頸部”を指す語だったが、戦闘や刑罰において“頸を斬って頭を落とす”斬首・馘首（かくしゅ）の慣習が日本にあったことから、やがて“切り落とされた頭部”自体をも「くび」と呼ぶようになり、さらには（胴体と離れているか否かにかかわらず）“頭部”一般を指す用法が生まれたものとされている。ただし、“頭部”と"頸部"両方を意味する「くび」の用例と、斬首の習慣がいつ頃から普及したかを調べることが、本説の証明に必要と思われる。
またその結果として、やがて漢字も混用され、一種の国訓として、本来は“頭部”の意味であった「首」の字を“頸部”の意味に俗用することが非常に多くなった。
しかしながら学術用語を含む漢熟語類にはこうした用法は存在せず、また、日本以外の漢字文化圏では一切見られない用法でもあることには注意されたい。
本項では「頸部」について主に解説するが、最初に、文化や日本語にまつわる事象について、「“頸部”を意味する『くび』」「“頭部”を意味する『くび』」に分けて、簡単にふれておく。

### “頸部”を意味する「くび」
上述のとおりこの言葉の原義であり、また、いわゆる身体語として現代日本語の基礎語彙を構成する単語。
上のような経緯から漢字は「首」をあてることが多いが、文学的な表現などでは「頸」を用いることもある。
「手首」「足首」「琵琶の首」「徳利の首」「青首大根」というように、比喩的にも広く使われる。
慣用句には「首」にまつわるものも多いが、「首を長くする」「首に縄をつける」「首を洗って待つ」といったいくつかは「首」を“頭部”とすると意味が通らず、“頸部”の意味でこの言葉を用いているものと考えられる。

### “頭部”を意味する「くび」
前述のとおり日本語では「くび」という言葉が“切り落とされた頭部”を意味するようにもなり、「斬首」「馘首」をはじめとする漢語の用例から「首」の字があてられた。
後に語義は“頭部全般”を意味するものへと広がった。
とはいえ現在ではやや廃れた用法であり、「首を突っ込む」「首が飛ぶ」といった慣用句に用いたり、「乳首」（ = 乳頭）、「生首」（なまくび = 斬首や事故などにより体から切り離されたばかりの頭部）、「首実検」（ = 顔を見て犯人などを見極めること）などの成語・複合語に化石的な形態素として見られるほかは、あまり用いられなくなっている。
「首肯」（ = うなずくこと）という漢熟語が示すように、「首（ = 頭）を縦に振る」ことは肯定を意味し、また、「横に振る」と否定の意味になる。
こうした通念は世界の一部を除き、多くの文化圏に共有されているものである。

## 頸部の解剖学

### ヒトの場合

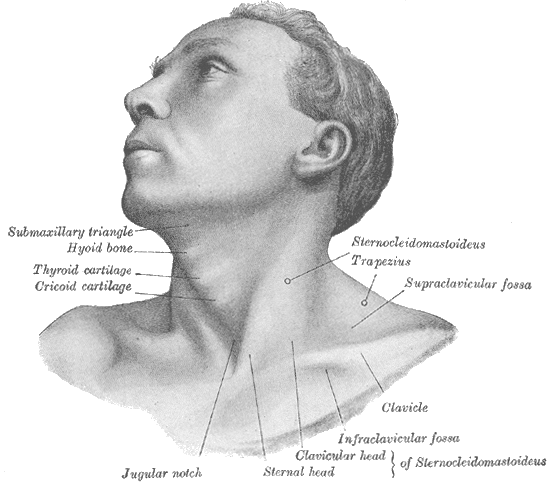
Gray's Anatomy首と頭部 図1194

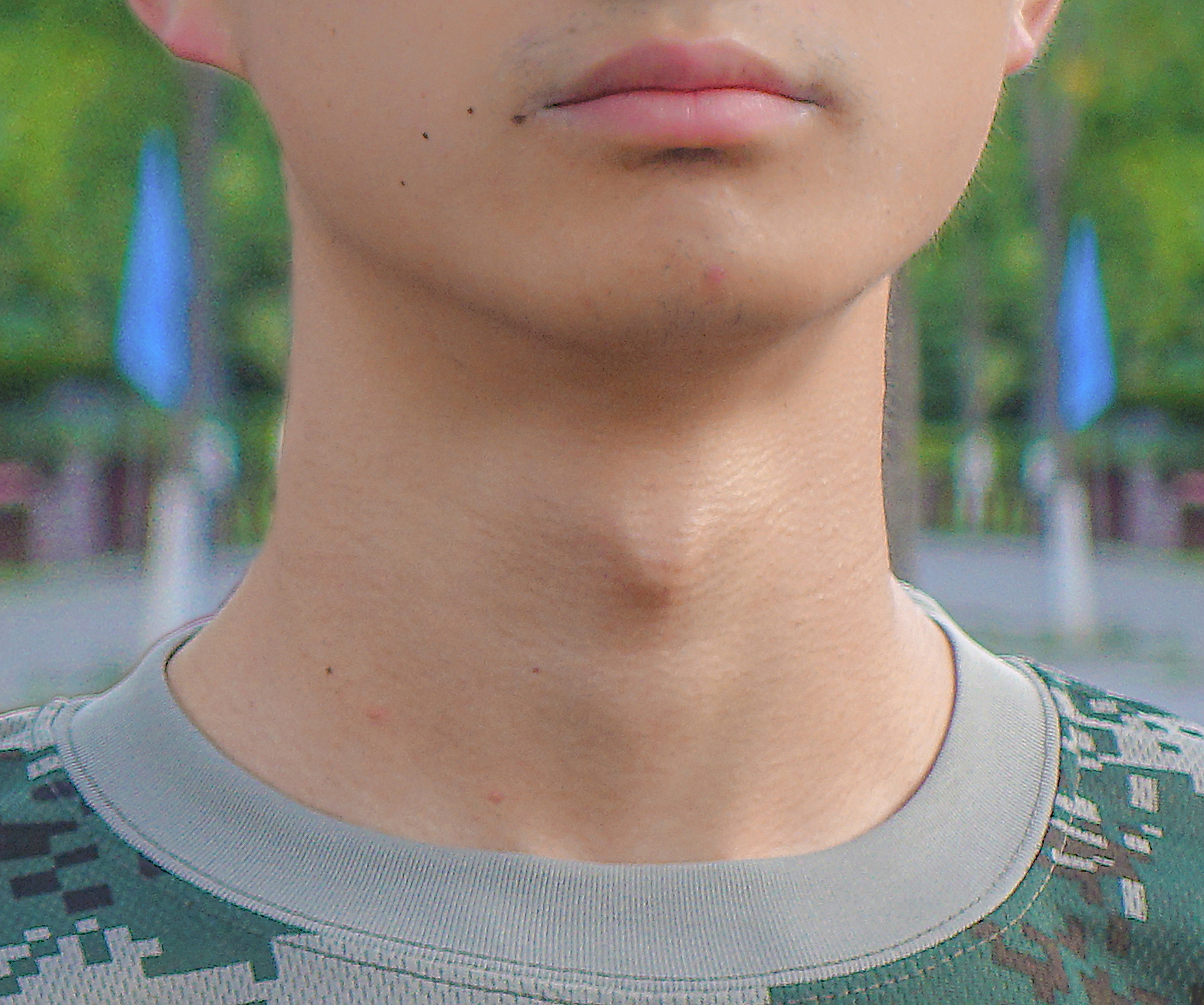
実際に見た二十代男性の頸部

ヒトを含む哺乳類の脊柱の頸部は7つの堆骨で構成される。これらを頸椎という。頸椎は、典型的に C-1 (CI) から C-7 (CVII) で参照され、各々の堆体の間には盤状の軟骨性の椎間板がある。首は頭の重量を支え、脳から下って体に至る神経束を保護する。さらに、首は高度に柔軟であり、頭部を回し、あらゆる向きに曲げることができる。脊柱は、頂上から底部まで、前方に向かって凸なかたちでゆるやかに（S字状に）湾曲する。その湾曲は脊柱のあらゆる曲線のなかでもっとも目立たないものである。

#### 柔性組織の解剖学
顎の下の正中線上に舌骨体、その直下には「のどぼとけ」と呼ばれる女性よりも男性で顕著な甲状軟骨の突起を感じることができる。さらに下には容易に輪状軟骨を、それと頸切痕のあいだには気管と甲状腺峡部が形作られていることを感じとれるだろう。胸骨甲状筋の外縁部はもっとも目立つ特徴である。それは前頸三角と後頸三角を分割する。前者の上部は顎下腺を含み、顎下腺は顎にある後者本体の半分の真下に横たわる。総頸動脈および外頸動脈は胸鎖関節から下顎角へ向かって伸びる。
第XI脳神経あるいは脊髄副神経が描くラインは、下顎角と乳様突起の中点から胸骨甲状筋後縁の中央まで、そしてそれゆえ後頸三角を横断して僧帽筋の深層面に至る。外頸静脈はふつうに皮膚を透して見ることができる。それは顎の隅から鎖骨の中央へと引かれる一本の線の上を走る。その近くにはいくつかの小さなリンパ腺がある。前頸静脈は、より小さく、首の正中線から1センチ半ほど下に走る。鎖骨は首の下限を成し、首から肩への横方向の外見上の勾配は僧帽筋に起因する。
首は、その中に上行大動脈（血管）、気道、食道、神経、頸椎（骨）が通っている。

### その他の脊椎動物の場合
首は頭部と肩の間の脊椎骨の範囲を指す。これを魚類で見ると、この部位は鰓蓋に覆われた部位である。魚類ではこの部分は特に細くはなく、その可動性も限定的である。つまり両生類の段階で鰓が失われたことで首が生じ、その部分の可動性が大きくなったと考えられる。ただし両生類では首を縦に振ることしかできない。爬虫類ではこの可動性はより大きくなり、恐竜では雷竜、化石爬虫類では首長竜のような多数の頸骨を持つ細長い首を持つ例もある。
鳥類の多くは長い首を持つ。これはこの類では胴体がコンパクトにまとめられ、脊椎骨などに互いに癒合があり、可動性が少ないことを補うものと考えられ、逆説的に飛行への適応と考えられる。つまり飛行運動のために胴体がまとまった一体であることを求められることから、それによる前足と後ろ足の運動性が犠牲になることから、これを補うために頭が様々な方向へ動ける必要があり、それが首を長くする方向の進化を促したと見られる。
なお、首長竜などでは頚骨が多数であったから首はよく曲がったと考えられているが、哺乳類であるキリンでは頚骨は他の哺乳類と同じ7つであり、首はくねるようには曲がらない。

### 無脊椎動物の場合
上記のような定義からすれば、首は無脊椎動物には存在しない。しかし、実際には頭部と胴部とつなぐ部分は比喩的に首と呼ばれる例がある。また、この部分は頭部の運動性を決めるため、特にくびれていたり細長くなっている例があり、それぞれの動物の特徴となる。そのため、首をその名に持つ例があり、以下のようなものがある。
- 昆虫：クビナガムシ・クビボソゴミムシ・ツルクビオトシブミ
- 甲殻類：ナガクビムシ

## 頸部の可動性
首は頭を自由な方向に動かせるために大きな可動範囲を持つが、たとえばヒトは真後ろを向くことはできない。しかし、たとえばフクロウ類はその可動性がさらに広くて、顔面を真後ろに向けることも、顔を上下さかさまに近い位置に曲げることもできる。
このような動きは、それができれば楽なことが多いから、日常的に無理に首を曲げようとして苦心することが多い。逆に、それが可能になったのを見ることは、それが異常なことであるのがわかりやすいために恐怖や嫌悪を感じさせる。映画『エクソシスト』では悪魔憑きの少女の首が真後ろを向き、日本では妖怪にろくろ首がある。なお、哺乳類の頚骨の数では、首はくねれないから、ろくろ首は実在すれば哺乳類とはみなしがたい。

## 弱点としての頸部
首が命とつながって考えられる理由は、個体の命を頭が握っているためである。個体の生命はそれを構成する細胞の生命に基づくが、高等な動物ではそれを統括する役割を神経系と内分泌系、およびその役割の中枢としての脳が果たしている面が大きい。しかし、実際にその体を養っているのは消化系や循環系などであり、それはほぼ胴体が担っている。そのため、頭部を胴部と切り離せば個体の生命は維持できない。つまり、それらをつなぐ部分である首を切り離すことは、確実に個体の生命を失わせる行為である。
頸部には、頭部からは
- 脳から全身へ向かう運動神経および自律神経
- 口から胃へ向かう消化管
- 口・鼻から肺へ向かう気管

が、また胴体からは
- 心臓から脳へ向かう動脈
- 全身の感覚器から脳へ向かう感覚神経

が、狭くなった部分に含まれる。したがって、首は強度的には他の部分より劣った弱点である。例えば首の周りを締め付けることは、呼吸を止めたり血行を止めたりすることでたやすく相手を制圧することができる。このためにひもを首に巻くような首を絞めるというのは、きわめて有効な手段であるが、あまりにも致命的であるために格闘技においては禁じ手である場合が多い。また、自殺する場合にもこれは有効であり、自らの体重が首にかかるよう、輪の中に首を入れ、ひもでぶら下がることで自らの首を絞めて自殺することを首吊り自殺という。格闘技などにおいては首の強化は重要なものである。柔道の絞め技は、血行を止めることで相手を昏倒させることを目的とする。
より確実に殺す方法としては首を切り落とすのがきわめて有効である。「首を切る」は「命を奪う」とほぼ同意義と扱われる。世界各地でも死刑の方法として首を切る例は多い。ギロチンはそのための専用機器である。日本の武士の伝統的自殺法である切腹も、実際には介錯と称して首を切る介添え役がついて、実質的にはこちらが有効だった。腹を切る振りだけで介錯のみが行われた事例も多いという。